# Pèrdues d'inserció
Pèrdues d'inserció, en telecomunicacions, és la pèrdua de potència de senyal deguda a la inserció d'un dispositiu en la línia de transmissió o fibra òptica i s'acostuma a expressar en decibels (dB). Si la potència transmesa a la càrrega abans de la inserció és {\displaystyle P_{T}} i la potència rebuda és {\displaystyle P_{R}}, llavors les pèrdues d'inserció en dB venen donades per :
{\displaystyle IL(dB)=10\log _{10}{P_{\mathrm {T} } \over P_{\mathrm {R} }}}
i si ho expressem en funció de la tensió d'entrada {\displaystyle V_{1}} i la tensió de sortida {\displaystyle V_{2}} :
{\displaystyle IL(dB)=10\log _{10}{V_{\mathrm {1} }^{2} \over V_{\mathrm {2} }^{2}}=20\log _{10}{V_{\mathrm {1} } \over V_{\mathrm {2} }}}

## ParàmetreS21{\displaystyle S_{\mathrm {21} }}
Les pèrdues d'inserció corresponen al paràmetre {\displaystyle S_{\mathrm {11} }}de la matriu de paràmetre S :
{\displaystyle IL(dB)=-20\log _{10}{|S_{21}|}}